# Llanos (graslandvlakte)

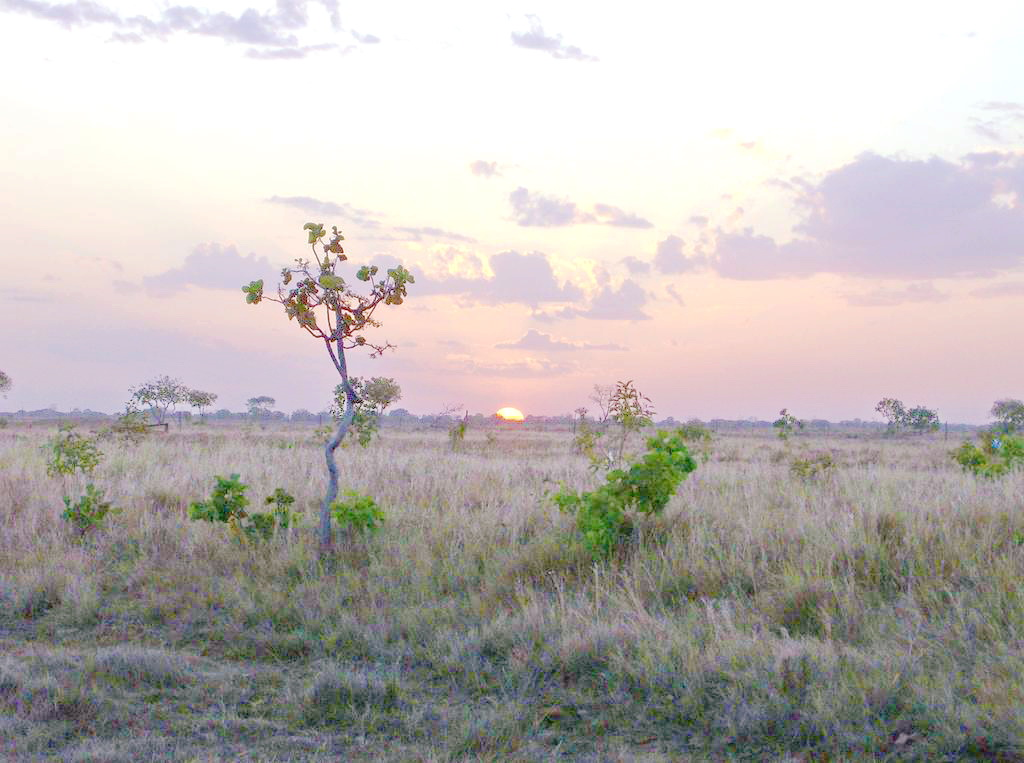
Zonsondergang in de Llanos (Venezuela)

De Llanos (Spaans voor "de vlaktes") is een tropische graslandvlakte gelegen in het oosten van de Andes (Colombia en Venezuela). Oorspronkelijk is llano het Spaanse woord voor "vlakte". Later werd dit het Spaans-Amerikaanse woord voor prairie. 

## Landschap
Het gebied helt geleidelijk weg van het hoogland waar het door omgeven wordt. In het gebied zelf komen geen plaatsen van meer dan 200 meter hoogte voor.
In de Llanos bevinden zich periodiek overstroomde savannes langs de hoofdrivier van het gebied, de Orinoco, en de daarin uitmondende zijrivieren. Vooral in de maand mei, als de meeste regen valt, treden de rivieren buiten hun oevers. Deze overstromingen veranderen grote delen van het grasland tijdelijk in moerassen. 
Ondanks het slechte klimaat gebruikten de llaneros dit gebied tijdens het koloniale tijdperk voor grote kuddes vee.

## Steden in de Llanos

### Colombia
- Villavicencio
- Puerto López
- Arauca
- Tame
- Saravena
- Yopal
- Puerto Carreño
- Inirida
- Mitú
- San José del Guaviare
- Gaviotas

### Venezuela
- San Fernando de Apure
- Barinas
- San Carlos
- Calabozo
- El Tigre
- Caripito
- Araure
- Guanare
- Acarigua
- Puerto Ayacucho
- Maturín
- Sabaneta
- Valle de la Pascua
- Tucupita